# Provincia di General Sánchez Cerro
La provincia di General Sánchez Cerro è una delle 12 province della regione di Moquegua nel Perù.

## Capoluogo e data di fondazione
La capitale è Omate. La provincia è stata fondata il 3 aprile del 1936.

## Superficie e popolazione
- 5 681,71 km²
- 25 809 abitanti (inei2005)

## Confini
Confina a nord e ad ovest con la regione di Arequipa, a est con la regione di Puno e a sud con la provincia di Mariscal Nieto.

## Geografia antropica

### Suddivisioni amministrative
È divisa in undici distretti:
- Chojata
- Coalaque
- Ichuña
- La Capilla
- Lloque
- Matalaque
- Omate
- Puquina
- Quinistaquillas
- Ubinas
- Yunga

## Festività
- 3 giugno: Signore dei Pietà[non chiaro]
- 31 luglio: San Ignazio di Loyola
- 20 agosto: San Bernardo
- 14 ottobre: Santa Fortunata[non chiaro]